# Gabriela Montani
Gabriela Montani (Rio de Janeiro, 13 de março de 1854 — Rio de Janeiro, 3 de dezembro de 1926) foi uma atriz brasileira, bastante conhecida nos palcos dos teatros.

## Biografia
Nascida em 13 de março de 1854, Montani nasceu em uma família com tradições artísticas, sua mãe, Jesuina Montani, era uma famosa atriz de teatro. Era irmã da também atriz Olympia Amoedo. Teve sua estreia no meio artístico em 1890, na Companhia Furtado Coelho, que montou até 1892 peças como "O Trinca Ferro".
Ainda participou de inúmeras outras companhias, destacam-se entre elas as de Arthur de Azevedo e João de Deus. Sua curta trajetória no cinema começou em 1916, quando participou do filme Perdida, do cineasta Luiz de Barros, onde contracenou com artistas como Yole Burlini, Leopoldo Fróes e Erico Braga. No ano seguinte participa de Entre Dois Amores, filme de Paulino Botelho.
Montani faleceu no Rio de Janeiro, em 3 de dezembro de 1926, aos 72 anos.

## Filmografia
- 1916: Perdida, de Luiz de Barros
- 1917: Entre Dois Amores, de Paulino Botelho